# DALI (system sterowania oświetleniem)
DALI (ang. Digital Addressable Lighting Interface) - cyfrowy system sterowania oświetleniem umożliwiający sterowanie oprawami oświetleniowymi poprzez zastosowanie urządzeń peryferyjnych lub komputera za pomocą dodatkowego przewodu dwużyłowego. 
Po raz pierwszy system DALI został przedstawiony na międzynarodowych targach Light+Building we Frankfurcie w 2000 roku. System powstał przy współpracy między innymi Philips, Helvar, Osram i Tridonic.
W roku 2017 znak towarowy DALI został przeniesiony do konsorcjum Digital Illumination Interface Alliance (DiiA). Procesem standaryzacji zajmuje się Międzynarodowa Komisja Techniczna (IEC) w ramach normy IEC 62386.
W połowie roku 2018 przedstawiono nową wersję standardu DALI, zwaną pod nazwą DALI-2. W przypadku DALI-2 zwiększona została m.in. interoperacyjność, wprowadzono nowy typ urządzeń (urządzenia kontrolne) jak również zdefiniowano procedury testowe w celu zwiększenia jakości produktów zgodnych z DALI. W 2019 wprowadzono również rozszerzenie certyfikatu DALI-2 o nazwie D4i, dedykowane inteligentnym urządzeniom gotowym do pracy na bazie Internetu Rzeczy (IoT)

## Zasada działania systemu DALI
System DALI jest systemem cyfrowym, będącym naturalnym następcą analogowego sterowania 1-10V. Wykorzystując dwużyłowy przewód sterujący, magistrala sterująca nadaje każdemu podłączonemu sterownikowi krótki adres od 0 do 63. Pozwala to na sterowanie 64 urządzeniami lub 16 grupami lamp w jednej linii. Sterowanie nie musi jednak dotyczyć pojedynczych lamp. Oprawy można grupować i sterować całymi grupami, a także nadać sygnał na wszystkie lampy w systemie i zarządzać całą siecią jednocześnie. Instalacja może być większa niż 64 urządzenia. Pozwalają na to dedykowane repeatery i bramki sterujące, umożliwiające poszerzenie całego systemu.
Co ważne, w systemie DALI przesył informacji odbywa się dwukierunkowo. Jest to tzw. system half duplex, gdzie komunikacja jest dwukierunkowa, jednak odbywać się może tylko w jedną stronę w tym samym momencie. Dwukierunkowa wymiana informacji umożliwia stworzenie w pełni zautomatyzowanego systemu oświetlenia, który w połączeniu z czujnikami ruchu i zmierzchu będzie dostosowywał ilość emitowanego przez lampy światła, czy też informował o awarii konkretnych lamp w systemie.
System DALI dedykowany jest do sterowania światłem, stąd jego najważniejszą funkcją jest ściemnianie lamp oświetleniowych. Odbywa się ono poprzez nadanie na lampę sygnału w zakresie od 0 do 254, oraz sygnału 255 zatrzymującego lampę we wskazanym wcześniej punkcie. Znaczą one odpowiednio:
- 0 - lampy wyłączone;
- 1 - lampy włączone na 0,01% jasności;
- 254 - maksymalna jasność lamp;

Co ciekawe, lampy w standardzie DALI-2 rozjaśniają i ściemniają się logarytmicznie po krzywej, dostosowanej do czułości ludzkiego oka.

## Elementy systemu DALI
Kompletny system DALI tworzy się z kilku elementów, które są niezbędne by działał on prawidłowo. Są to:
- magistrala DALI - standardowo jest to dwużyłowy przewód o przekroju 1,5mm2. Co ważne jedna linia magistrali nie powinna przekraczać 300m.[8]
- zasilacz magistrali - element zasilający magistralę, np. zasilacz. Często wbudowany jest w osprzęt sterujący.
- osprzęt sterujący - jest to np. zasilacz LED montowany do lamp. Nadaje on zasilanie lampie i przekazuje sygnał z magistrali.
- kontroler DALI - element odpowiadający za wydawanie komend i poleceń, oraz odbiór sygnałów zwrotnych. Niejako głowa całego systemu.
- dodatkowe urządzenia wejściowe - elementy rozbudowujące system takie jak np. czujniki światła i obecności, czy włączniki.[6]

Wszystkie powyższe elementy stanowią kompletny system sterowania DALI.

## Zalety i wady systemu DALI
Podstawową zaletą systemu DALI jest jego prostota i łatwość w tworzeniu instalacji DALI. W przeciwieństwie do analogowego systemu 1-10V, w przypadku DALI polaryzacja nie ma znaczenia, a wszystkie lampy wpinane są do jednej linii, czy też pętli DALI. Ze względu na niską prędkość przesyłu danych, oraz wysoki współczynnik SNR (Signal to Noise Ratio), sam sygnał jest bardzo odporny na zakłócenia. Powyższe zalety pozwalają na prowadzenie kabli sterujących razem z zasilającymi, co znacząco ułatwia montaż całego systemu, oraz obniża jego koszt. W porównaniu systemów analogowych, DALI umożliwia dokładne odczytywanie informacji w systemie, co w połączeniu z dwukierunkową komunikacja umożliwia stałe monitorowanie systemu oświetleniowego i odpowiednie dostosowanie go do warunków panujących na obiekcie. System, oparty na otwartej architekturze, ma możliwość integracji z systemami automatyki budynkowej. Czyni to z niego kompleksowe rozwiązanie dla obiektów przemysłowych i administracyjnych.
Jeżeli chodzi o wady systemu, to główną wadą jest fakt, że większość starych opraw nie jest  z nim kompatybilna. To sprawia, że modernizacja starych systemów oświetleniowych bywa problematyczna. Podobnie jest z ograniczeniem ilości urządzeń do 64 szt. W przypadku większej ilości urządzeń wymagane jest tworzenie podsieci z wykorzystaniem dodatkowych bramek sterujących, co w niektórych przypadkach może utrudniać stworzenie kompleksowej sieci.